# Arthur-Virden
Circonscription électorale provinciale du Canada
Pour les articles homonymes, voir Arthur et Virden.
Arthur-Virden est une ancienne circonscription électorale provinciale du Manitoba (Canada). La circonscription fut représentée à l'Assemblée législative de 1990 à 2019.
Les circonscriptions limitrophes étaient Mont-Riding au nord, Spruce Woods à l'est, la Saskatchewan à l'ouest et le Dakota du Nord au sud.
Les communautés incluses dans la circonscription étaient Virden, Elkhorn, Oak Lake, Hartney, Deloraine, Melita, Reston et Boissevain.

## Liste des députés
| Arthur-Virden                                | Arthur-Virden                             | Arthur-Virden                             | Arthur-Virden                             | Arthur-Virden                             | Arthur-Virden                             |
| Nom                                          | Nom                                       | Parti                                     | Mandat                                    | Législature                               |                                           |
| Circonscription issue de Arthur et Virden    | Circonscription issue de Arthur et Virden | Circonscription issue de Arthur et Virden | Circonscription issue de Arthur et Virden | Circonscription issue de Arthur et Virden | Circonscription issue de Arthur et Virden |
| -------------------------------------------- | ----------------------------------------- | ----------------------------------------- | ----------------------------------------- | ----------------------------------------- | ----------------------------------------- |
|                                              | Jim Downey                                | Progressiste-conservateur                 | 1990 - 1995                               | 35e                                       |                                           |
|                                              | Jim Downey                                | Progressiste-conservateur                 | 1995 - 1999                               | 36e                                       |                                           |
|                                              | Larry Maguire                             | Progressiste-conservateur                 | 1999 - 2003                               | 37e                                       |                                           |
|                                              | Larry Maguire                             | Progressiste-conservateur                 | 2003 - 2007                               | 38e                                       |                                           |
|                                              | Larry Maguire                             | Progressiste-conservateur                 | 2007 - 2011                               | 39e                                       |                                           |
|                                              | Larry Maguire                             | Progressiste-conservateur                 | 2011 - 2013                               | 40e                                       |                                           |
|                                              | Doyle Piwniuk                             | Progressiste-conservateur                 | 2014 - 2016                               | 40e                                       |                                           |
|                                              | Doyle Piwniuk                             | Progressiste-conservateur                 | 2016 - 2019                               | 41e                                       |                                           |
| Circonscription abolie, voir Turtle Mountain |                                           |                                           |                                           |                                           |                                           |